# بل ایکس-۱
بل ایکس-۱ (به انگلیسی: Bell X-1) یک پروژه تحقیقی فراصوتی مشترک کمیته رایزنی ملی هوانوردی آمریکا (ناسای کنونی)، نیروی هوایی، و ارتش ایالات متحده بود. ایکس-۱ اولین هواگردی بود که توانست در حالت پرواز تحت کنترل و تراز دیوار صوتی را بشکند. همچنین اولین مدل از سری هواپیماهای ایکس بود، یک سری از هواپیماهای آزمایشی که مخصوص آزمایش و تحقیق روی فناوری‌های نوین ساخته شده‌اند.
و اولین خلبانی که با این هواپیما دیوار صوت را شکست چاک ییگر نام دارد.
نحوه شکستن دیوار صوت توسط این هواپیما این گونه بود که این هواپیما در ارتفاع مناسب توسط بمب افکن بی-۵۲ رها شد و توانست دیوار صوت را بشکند.